# Gare de La Chapelle-la-Reine
La gare de La Chapelle-la-Reine est une gare ferroviaire française de la ligne de Bourron-Marlotte - Grez à Malesherbes, située sur le territoire de la commune de La Chapelle-la-Reine dans le département de Seine-et-Marne en région Île-de-France.

## Histoire

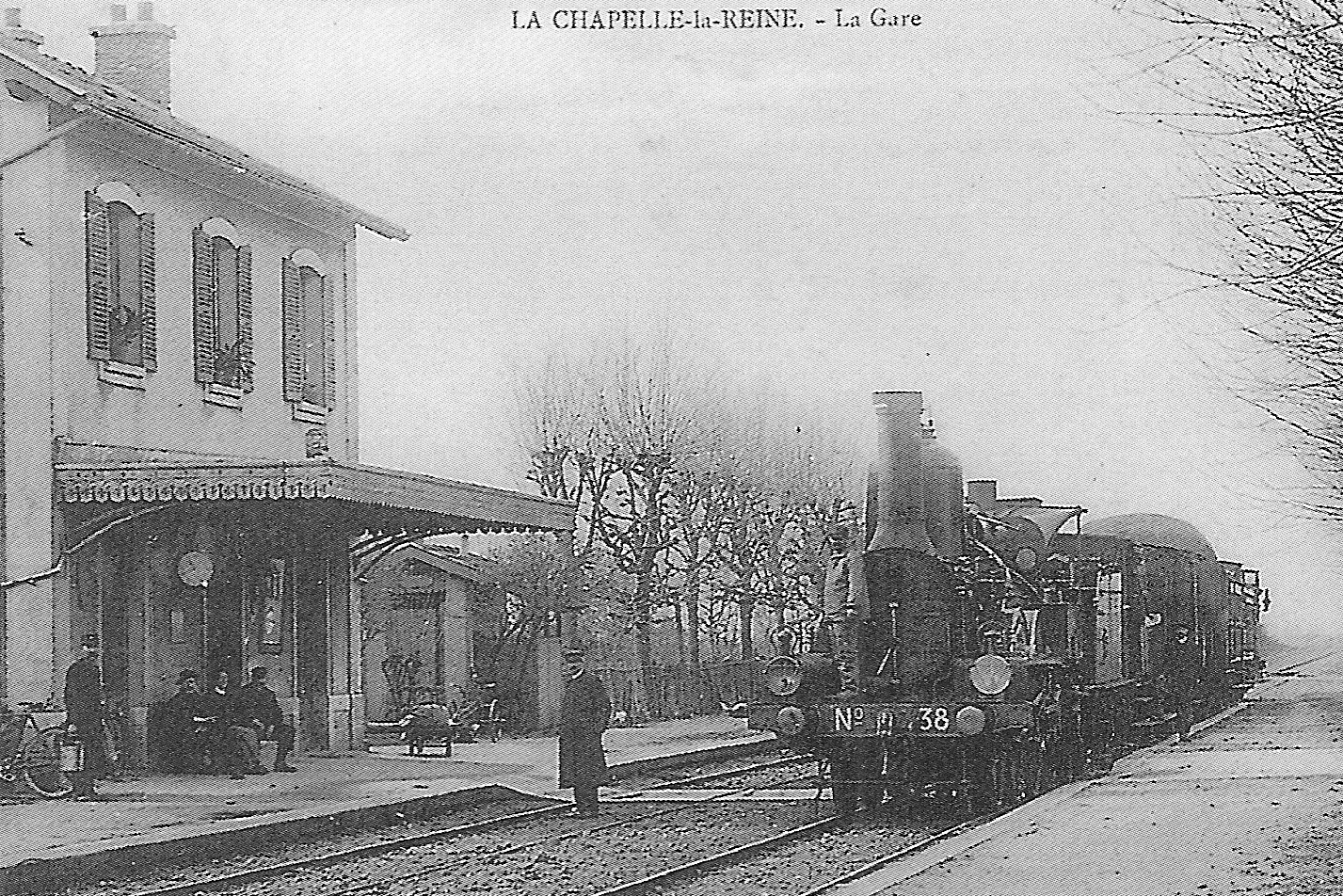
Vue de la gare au début du XXe siècle.

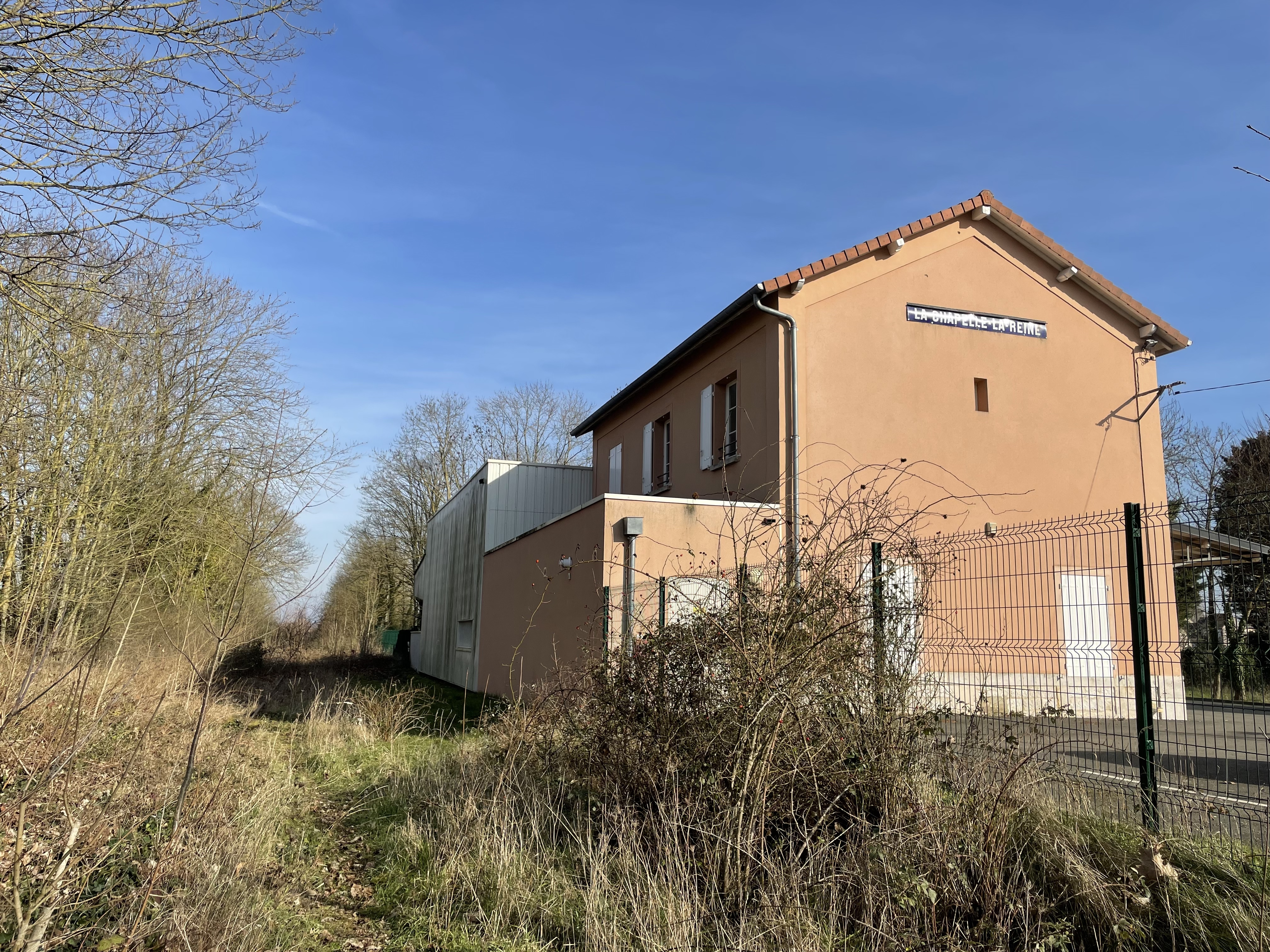
La gare en 2023. La bâtiment abrite désormais les services techniques municipaux de La Chapelle-la-Reine.

## Situation ferroviaire
La gare de La Chapelle-la-Reine est située au point kilométrique (PK) 9,587 de la ligne de Bourron-Marlotte - Grez à Malesherbes, entre les gares de Bourron-Marlotte - Grez et d'Herbeauvilliers. 
Elle est établie à 122 mètres d'altitude.

## Service des voyageurs
Gare fermée au service voyageurs.

## Service des marchandises
Cette gare est ouverte au service du fret (train complet seulement).